# 風濕性多肌痛症
風濕性多肌痛症（英語：Polymyalgia rheumatica）是一种以疼痛或僵硬为症状的症候群，常发生在颈部、肩部、上臂和臀部，但可能出現於全身各處。疼痛可能是突然性，也可能在一段时间内逐渐发生。大多数患者早晨醒来时会感到肌肉疼痛；然而，也有患者疼痛發生在晚上，或者整天都感到疼痛和僵硬 。
风湿性多肌痛症患者也可能患有颞动脉炎（巨细胞动脉炎），这是一种面部血管炎，若不及时治疗，可能會失明。疼痛和僵硬会降低生活品质，甚至造成抑郁症。人们认为，这种疾病是由病毒或细菌感染，或某种创伤引起，但遗传也有一定作用。北欧血统的人风险較高。診斷時，没有特定的檢驗，但C反應蛋白（CRP） 和红血球沉降率（ESR）可能有用。
風濕性多肌痛症通常以口服皮质类固醇治疗。大多数人需要持續使用皮质类固醇治疗两到三年。 症狀有时会在一两年内自行消失，但药物治疗和自我照顧（如，吃推荐量的水果和蔬菜）可以加速復原。
1966 年，纽约市西奈山医院發表一個针对 11 名患者的病例报告首次將風濕性多肌痛症視為一种独特疾病。它的名字源於希腊语 Πολυμυαλγία polymyalgia，意思是“多处肌肉疼痛”。